# مالك بن عبد الله الخثعمي
مالك بن عبد الله بن سنان الشهراني الخثعمي أبو حكيم ويعرف بـ «مالك السرايا» أو «مالك الصوائف» ولي الصوائف في زمن معاوية بن أبي سفيان ثم في زمن ابنه يزيد، ثم في زمن عبد الملك بن مروان. مات غازيا في أرض الروم وكسر المسلمون على قبره أربعين لواءً حداداً عليه، وكان قد قاد جيوش الصوائف أربعين سنة.

## نسبه
هو مالك بن عبد الله بن سنان بن سرح بن عمرو بن وهب بن الأُقيصر بن مالك بن قحافة بن عامر بن ربيعة بن عامر بن سعد بن مالك بن بشر بن وهب الله بن شهران بن عفرس بن حلف بن خثعم وكنيته أبو حكيم الخثعمي.
يقال له صحبة، توفي في حدود سنة 60 هـ (679م - 680م) أو بعدها. كان صالحاً كثير الصلاة بالليل، وقيل: لم يكن له صحبة، وإنما كان من التابعين.